# حزب توسعه و عدالت ایران اسلامی
حزب توسعه و عدالت ایران اسلامی یکی از احزاب فعال راست‌گرا و به اصطلاح اصولگرا در ایران است. از محسن رضایی به عنوان پدر معنوی این حزب یاد می‌گردد. دبیر کلی حزب توسعه و عدالت ایران اسلامی از زمان تأسیس در بهار۸۳ تا بهمن ماه ۹۶ به مدت ۱۳ سال بر عهده عبدالحسین روح‌الامینی بود. طی برگزاری دومین کنگره حزب در ۷ دی ماه ۹۶ و انتخاب ۲۱ عضو جدید به‌عنوان شورای مرکزی مهدی وکیل‌پور در اولین جلسه شورای مرکزی در ۵ بهمن ۹۶ به‌عنوان دبیرکل از سوی اعضای شورای مرکزی انتخاب گردید. وکیل پور تا مهر ماه سال ۹۹ این مسئولیت را برعهده داشت و از آن تاریخ سید سعید رئوفی به‌عنوان دبیرکل این حزب فعالیت می‌نماید.

## اولین اپلیکیشن احزاب ایران
این حزب در روز شنبه ۱۹ مرداد ماه ۱۳۹۸ با رونمایی از اپلیکیشن خود به‌صورت رسمی به صحنه فعالیت‌های مجازی ورود پیدا کرد.

## شورای مرکزی
اعضای شورای مرکزی این حزب۲۱ نفرند که عبارتند از: